# Jihovýchod Spojených států amerických

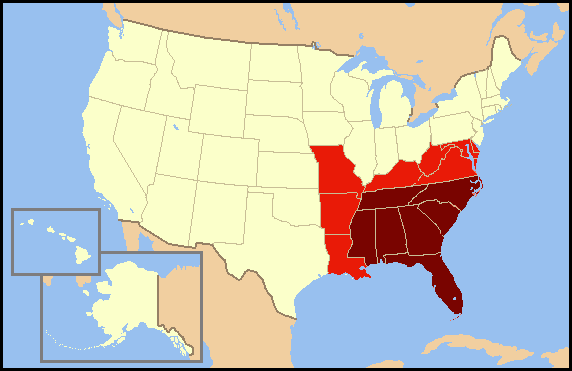
Tmavě červené státy jsou obvykle zahrnuty v definicích jihovýchodu Spojených států. Světle červené státy jsou považovány za „jihovýchodní“ s menší frekvencí a jsou zahrnuty v jiných regionech Spojených států.

Jihovýchod Spojených států tvoří východní část Jihu Spojených států a jižní část Východu Spojených států. V užším slova smyslu zahrnuje státy na dolním pobřeží Atlantiku a na východním pobřeží Mexického zálivu. V širším slova smyslu zahrnuje všechny státy na jih od Mason-Dixonovy linie, na jih od řeky Ohio a na jih od rovnoběžky 36 ° 30 . Směrem na západ zahrnuje také státy Arkansas a Louisiana. Neexistuje žádná oficiální definice regionu a agentury a ministerstva používají odlišné definice. Například US Geological Survey zahrnuje do jihovýchodního regionu USA tyto státy: Alabama, Florida, Georgia, Arkansas, Louisiana, Mississippi, Severní Karolína, Jižní Karolína a Tennessee, dále Portoriko a Americké Panenské ostrovy.

## Demografie
Nejlidnatějšími státy v regionu jsou Florida (20 612 439), dále Georgia (10 310 371) a Severní Karolína (10 146 788). 

### Podnebí
Většina jihovýchodní části Spojených států má vlhké subtropické klima. V okolí jižní části Floridy subtropické klima postupně přechází do tropického.